# Chris Thomas (baloncestista)
Christopher Ryan Thomas  es un exjugador de baloncesto estadounidense nacido el 10 de marzo de 1982 en Indiana. Mide 1,86 m y jugaba en la posición de base.

## Trayectoria
Se formó en la Universidad de Notre Dame,  donde militó desde el 2001 al 2005. En la NCAA registró unos números muy interesantes, entre los que hay que destacar los de la temporada 2003-2004: casi 20 puntos de media, 4’2 rebotes y 4’6 asistencias. Además, fue MVP de su conferencia.
En 2006 comenzó jugando en el Maroussi BC de la primera categoría griega, en el cual disputó 12 partidos, en los que obtuvo un 47% en tiros de 2, 34% en triples y 78% en tiros libres. Con este conjunto también participó en la FIBA EuroCup –concretamente, en seis encuentros-, materializando más de 13 tantos, 4’2 rebotes y 2’8 asistencias de media.
En 2007 cambió de país, cuando fichó por el WTK Anwil de Polonia. En esta ocasión, en 25 choques hizo de media 10’2 puntos (41’7% en tiros de 2, 38’2% en triples y 96’3% en tiros libres), 2’9 rebotes y 3’5 asistencias.
Jugó desde 2007 a 2009, con el dorsal número 13 en el CB Murcia en liga ACB y del que fue pilar básico para mantenerse en la categoría pero la salida del equipo no fue la mejor, ya que salió tras apartarse del equipo en la última jornada de la liga cuando su equipo se jugaba la permanencia en la liga ACB alegando que el club no había cumplido con el pago de su salario en cada parte de la temporada.
En 2009 el jugador firmó un contrato para las próximas tres temporadas con el CB Fuenlabrada, de las que sólo cumplió una.
En 2010 regresa a Polonia para volver a jugar en las filas del Anwil Wloclawek, donde juega una temporada. Su último equipo como profesional sería el  Hapoel Gilboa Galil Elyon de Israelí, donde se retira en el año 2012 con 30 años de edad.

## Logros y reconocimientos
- MVP de la jornada 3 en la temporada 2009/10 de la liga ACB (compartido con Chris Moss).